# Nugget Point
Der Nugget Point, in der Sprache der Māori Tokatā genannt, ist ein Kap im Clutha District der Region Otago auf der Südinsel von Neuseeland.

## Geographie
Der Nugget Point befindet sich rund 24 km südsüdöstlich von Balclutha und rund 12 km östlich von Owaka, nordöstlich der Catlins, einem Gebirgszug an der südlichen Grenze von Otago. Dem Kap vorgelagert befinden sich auf einer Länge von rund 750 m zahlreiche aus seichtem Wasser herausragende Felsen, den Nuggets (Goldklumpen in der Abendsonne) gleich, die für den Namen des Kaps sorgten.
Zu erreichen ist das bis zu 133 m hohe Kap von Balclutha kommend über das kleine Dorf Kaka Point an der Küste entlang bis zu einem Parkplatz und von dort aus über einen 850 m langen Fußweg, der direkt zum Nugget Point Lighthouse führt.

## Nugget Point Lighthouse
Das Kap mit seinen vorgelagerten Felsen und dem neun Meter hohen Nugget Point Lighthouse, zieht jedes Jahr geschätzte 45.000 Besucher an. Der Leuchtturm, der 1870 errichtet wurde, befindet sich auf einer exponierten Stelle des Kaps, 76 m über dem Meeresspiegel. Er wird von Maritime New Zealand betrieben. 1989 wurde das Leuchtfeuer, das eine Reichweite von 18 km besitzt, automatisiert.

## Flora und Fauna
Die Küste ist aufgrund des rauen und salzhaltigen Windes mit einer robusten Vegetation ausgestattet. Am Kap leben zahlreiche Seevögel, wie die Tüpfelscharbe (spotted shag), der Australische Tölpel (australien gannet), der Dunkle Sturmtaucher (sooty shearwater) und die Rotschnabelmöwe (red-billed gull) sowie Zwergpinguine (southern blue penguin) und in den Abendstunden sind Exemplare der seltenen Gelbaugenpinguine (yellow-eyed penguin) zu beobachten. Auch Populationen von Neuseeländische Seebären (fur seal), Neuseeländische Seelöwen (hooker's sea lion) und See-Elefanten (elephant seal) sind auf den Felsen rund um das Kap anzutreffen.

## Vorschlag für ein Meeresschutzgebiet
Während 47 Hektar des Kap seit 1986 unter Schutz stehen, besteht für das umliegende Meeresgebiet kein besonderer Schutz. Die Einrichtung eines Meeresschutzgebietes wurde vom Department of Conservation bereits zweimal vorgeschlagen, doch viele der kleinen Gemeinden in dem Gebiet, die auch heute noch teilweise von der Fischerei leben, richteten sich gegen diese Bemühungen. Auch Lobbyorganisationen der Fischereiindustrie wie der Seafood Industry Council haben dagegen argumentiert. Andererseits unterstützen viele Wissenschaftler der University of Otago ein Reservat. Der zweite Vorschlag des DOC will weniger Fläche unter Schutz stellen als der ursprüngliche. Die Royal Forest and Bird Protection Society hat eigene Vorschläge gemacht, die eine mehr als dreimal so große Fläche schützen soll.